# Marie-Hélène Schwartz
Marie-Hélène Schwartz (Paris, 27 de outubro de 1913 – Paris, 5 de janeiro de 2013) foi uma matemática francesa, conhecida por seu trabalho sobre classes características de espaços com singularidades.

## Vida
Filha do matemático Paul Pierre Lévy, estudou (como uma das primeiras mulheres) na Escola Normal Superior de Paris. Em 1938 casou com seu colega de estudos Laurent Schwartz. Nos anos seguintes sua carreira foi interrompida devido a uma tuberculose e dificuldades ligadas ao tempo de ocupação durante a Segunda Guerra Mundial (ela era judia, assim como seu marido, e foi forçada a se esconder). Após a guerra obteve um doutorado, orientada por André Lichnerowicz, com a tese Formules apparentées à celles de Gauss-Bonnet et de Nevanlinna-Ahlfors pour certaines applications d’une variété à n dimensions dans une autre, lecionando durante este tempo na Universidade de Reims. A partir de 1964 lecionou na Université Lille Nord de France. Aposentou-se em 1981.

## Obras
- Formules apparentées a la formule de Gauss-Bonnet pour certaines applications d'une variété a n dimensions dans une autre, Acta Mathematica, Volume 91, 1954, p. 189–244. Project Euclid
- Champs radiaux sur une stratification analytique, Paris: Hermann 1991
- Classes de Chern et ensembles analytiques, Paris: Hermann 2000